# Шек, Арина
Арина Шек (род. 1944) — волочильщица Узбекского комбината тугоплавких и жаропрочных металлов.

## Биография
Родилась в 1944 году в поселке Янгибазар, Юкоричирчикского района Ташкентской области Узбекистана, в крестьянской семье. Кореянка.
В 1963 году пришла работать на Узбекский комбинат тугоплавких и жаропрочных металлов. Начинала ученицей шлифовщика. С 1966 года работал контролером, затем — волочильщицей в цехе № 7. Вольфрамовая проволока, сечение которой колеблется от миллиметров до нескольких десятков микрон, широко применяется в электронной и радиоламповой промышленности.
С годами опыт и мастерство позволили ей стать многостаночницей — вместо шести по норме обслуживать двенадцать, а затем и восемнадцать станков. За высокие показатели в работе получила право сдавать продукцию с личным клеймом качества. По итогам IX, Х и XI советских пятилеток она удостоена орденов Славы трех степеней, ей присвоено звание «Почетный металлург».
Указами Президиума Верховного Совета СССР в 1976, 1981 и 1986 годах Шек Арина награждена орденами Трудовой Славы 3, 2 и 1-й степеней.
Живёт в городе Чирчик.